# Les Mystères d'Eastwick
Les Mystères d'Eastwick (Eastwick) est une série télévisée américaine en treize épisodes de 42 minutes, inspirée du roman de John Updike, Les Sorcières d'Eastwick. Créée par Maggie Friedman, seulement onze épisodes ont été diffusés entre le 23 septembre et le 30 décembre 2009 sur le réseau ABC et en simultané au Canada sur /A\. Les deux derniers épisodes inédits ont été diffusés le 19 janvier et le 14 février 2010 au Royaume-Uni.
Au Québec, la série a été diffusée à partir du 22 août 2011 sur Ztélé. En France, elle a été diffusée sous forme de quatre téléfilms de 90 minutes entre le 3 et le 10 décembre 2011 sur TF1 ainsi que les 22 et 23 décembre 2014 sur NT1 puis sous sa forme originale entre le 13 octobre et le 3 novembre 2013 sur HD1.

## Synopsis
Joanna, la correspondante locale trop réservée, Kat, l'épouse et mère de famille débordée, et Roxie, l'excentrique artiste, sont trois femmes radicalement différentes vivant dans la très puritaine petite ville d'Eastwick. En raison des potins et autres préjugés, elles ne s'apprécient pas réellement. Il suffit pourtant d'une étrange rencontre et de quelques verres de Martini pour que le trio devienne complice et se découvre quelques talents de magie qu'elles n'avaient jamais soupçonné. Et quand l'ensorcelant Daryl Van Horne s'installe en ville, la situation ne tarde pas à dégénérer…

## Distribution

### Acteurs principaux
- Rebecca Romijn (VF : Anne Dolan) : Roxanne « Roxie » Torcoletti.
- Lindsay Price (VF : Julie Turin) : Joanna Frankel.
- Jaime Ray Newman (VF : Laurence Dourlens) : Katherine « Kat » Gardener.
- Paul Gross (VF : Xavier Fagnon) : Darryl Van Horne.
- Sara Rue (VF : Béatrice de La Boulaye) : Penny Higgins.
- Ashley Benson (VF : Léopoldine Serre) : Mia Torcoletti (12 épisodes).
- Veronica Cartwright (VF : Pascale Jacquemont) : Bonnie « Bun » Waverly (11 épisodes).
- Jon Bernthal (VF : Anatole de Bodinat) : Deamon Gardener (11 épisodes).
- Johann Urb (VF : Pierre-Jean Cherer) : Will St. David (10 épisodes).

### Acteurs secondaires
- Jack Huston (VF : Jérôme Pauwels) : Jamie Dalton (8 épisodes).
- Matt Dallas (VF : Jean-Alain Velardo) : Chad Burton (7 épisodes).
- Jason George (VF : Boris Rehlinger) : Matt Brody (6 épisodes).
- Cybill Shepherd (VF : Annie Sinigalia) : Eleanor Rougement (5 épisodes).
- Darren Criss (VF : Fabrice Fara) : Josh Burton (5 épisodes).
- Steve Hytner (en) (VF : Edgar Givry) : Clyde Hardin (3 épisodes).
- Christian Alexander (VF : Benjamin Bollen) : Gus (3 épisodes).
- Samantha Droke (VF : Delphine Rivière) : Stephie (3 épisodes).

Version française
Studio de doublage : Mediadub International
Direction artistique : Nathalie Raimbault
Adaptation : Valérie Marchand

## Production
Le projet a débuté en août 2008, et un pilote a été commandé le 22 janvier 2009. Le casting principal a débuté un mois plus tard, dans cet ordre : Jaime Ray Newman et Veronica Cartwright, Lindsay Price, Jon Bernthal et Johann Urb, Rebecca Romijn et Sara Rue.
Le 15 mai 2009, ABC commande la série et lors des Upfronts quatre jours plus tard, place la série dans la case du mercredi à 22 h à l'automne.
Le 9 novembre 2009, ABC a déclaré que, faute d'audiences satisfaisantes, elle ne commandait pas de nouveaux épisodes après les treize initialement prévus, ce qui implique l'annulation de la série. 

## Épisodes
1. Bienvenue à Eastwick (Pilot)[17].
2. Qui sème le vent (Reaping and Sewing).
3. De feu et de glace (Madams and Madames).
4. Le Grimoire (Fleas and Casserole).
5. Nuit de folie (Mooning and Crooning).
6. Le Bûcher des trahisons (Bonfire and Betrayal).
7. Message posthume (Red Ants and Black Widows).
8. Une soirée empoisonnée (Pain and Pleasure).
9. Rompre la glace (Tasers and Mind Erasers).
10. Dîner à haut risque (Tea and Psychopathy).
11. Cauchemar à trois (Red Bath and Beyond) (non-diffusé aux États-Unis).
12. Mentor menteur (Magic Snow and Creep Gene).
13. Fantômes et Démons (Pampered and Tampered) (non-diffusé aux États-Unis).

### Personnages

#### Personnages principaux
Roxanne « Roxie » Torcoletti
Roxie est une mère célibataire. Elle a une fille nommée Mia. Beaucoup de personnes pensent que Roxie a tué son mari Danny. Elle possède une boutique d'art, où elle crée et vend des œuvres d'art. Elle possède les pouvoirs de prémonition et de télépathie.
Joanna Frankel
Elle travaille à la Gazette d'Eastwick. C'est une jeune femme timide secrètement amoureuse de son collègue, Will. Sa meilleure amie est Penny Higgins. Elle possède les pouvoirs de contrôler et manipuler l'esprit des hommes et de télékinésie.
Katherine « Kat » Gardener
C'est une mère de cinq enfants qui travaille comme infirmière à l'hôpital Eastwick General Hospital. Elle est mariée à Raymond, un ivrogne paresseux. Elle possède les pouvoirs de contrôler les éléments et de guérison.
Darryl Van Horne
C'est un homme mystérieux qui emménage à Eastwick et se lie avec les trois filles. C'est un homme très riche qui possède beaucoup d'entreprises à Eastwick.
Penny Higgins
C'est la meilleure amie de Joanna. Elle a eu une relation avec Jamie. Elle travaille à la Gazette d'Eastwick.
Mia Torcoletti
C'est la fille de Roxanne.
Bonnie « Bun » Waverly
C'était la meilleure amie d'Eleanor Rougemont et de Gloria Spofford et c'est aussi une sorcière très puissante. Elle possède les pouvoirs de prémonition et de télépathie.
Raymond Gardener
C'est le mari de Kat.
Will St. David
Il travaille à la Gazette d'Eastwick.

#### Personnages récurrents
Jamie Dalton
Il habite au-dessus du magasin de Roxie. Il a eu une relation avec Penny.
Chad Burton
C'est le petit-ami de Roxie et le frère de Josh.
Matt Brody
Matt est le remplaçant de Joanna à la Gazette d'Eastwick. Il a travaillé pour le Washington Post.
Eleanor Rougement
Ancienne infirmière au Eastwick General Hospital, c'est également une sorcière très puissante. Eleanor possède les pouvoirs de contrôler les éléments et de guérison.
Josh Burton
C'est le petit-ami de Mia et le frère de Chad.
Clyde Hardin
C'est le patron de Joanna, Penny et Will.
Gus
C'est l'ex petit-ami de Mia. Il a tenté de violer cette dernière. Après sa mort, il hante Roxie.

## Commentaires
- La série est décrite plus proche de la série Charmed que du roman et du film Les Sorcières d'Eastwick.
- Rebecca Romijn et Lindsay Price ont déjà travaillées ensemble dans la série Pepper Dennis.
- Veronica Cartwright a joué le rôle de Felicia Alden dans le film Les Sorcières d'Eastwick.
- Les personnages de Darryl Van Horne et Clyde Hardin sont présents dans le film.

## Différentes versions
| Les Sorcières d'Eastwick (film 1987) | Les Sorcières d'Eastwick (téléfilm 1992) | Eastwick (pilote 2002)             | Les Mystères d'Eastwick (série 2009) |
| ------------------------------------ | ---------------------------------------- | ---------------------------------- | ------------------------------------ |
| Cher Alexandra Medford               | Ally Walker Alexandra Spofford           | Kelly Rutherford Alexandra Medford | Rebecca Romijn Roxanne Torcoletti    |
| Susan Sarandon Jane Spofford         | Julia Campbell Jane Hollis               | Marcia Cross Jane Spofford         | Lindsay Price Joanna Frankel         |
| Michelle Pfeiffer Sukie Ridgemont    | Catherine Mary Stewart Sukie Ridgemont   | Lori Loughlin Sukie Ridgemont      | Jaime Ray Newman Kat Gardener        |
| Jack Nicholson Daryl Van Horne       | Michael Siberry Darryl Van Horne         | Jason O'Mara Daryl Van Horne       | Paul Gross Daryl Van Horne           |